# The Revivalists
The Revivalists è un gruppo musicale statunitense formatosi nel 2007. È costituito dai musicisti David Shaw, Zack Feinberg, Ed Williams, Rob Ingraham, George Gekas, Andrew Campanelli, Michael Girardot e Paulet "PJ" Howard.

## Storia del gruppo
I Revivalists sono saliti alla ribalta col singolo Wish I Knew You, certificato doppio platino dalla Recording Industry Association of America e platino dalla Music Canada, nonché primo ingresso del gruppo nella Billboard Hot 100; il brano è incluso nel terzo album in studio, dal titolo Men Amongst Mountains (2015).
Take Good Care, uscito nel 2018, ha sancito la prima entrata del gruppo nella Billboard 200, debuttando all'84º posto. Il gruppo è stato candidato per due iHeartRadio Music Awards e un Billboard Music Award.

## Formazione
- David Shaw
- Zack Feinberg
- Ed Williams
- Rob Ingraham
- George Gekas
- Andrew Campanelli
- Michael Girardot
- Paulet "PJ" Howard

## Discografia

### Album in studio
- 2010 – Vital Signs
- 2014 – City of Sound
- 2015 – Men Amongst Mountains
- 2018 – Take Good Care
- 2023 – Pour It Out into the Night

### EP
- 2008 – The Revivalists
- 2022 – Made in Muscle Shoals Vol. 2

### Singoli
- 2016 – Wish I Knew You
- 2019 – Oh No
- 2022 – You Said It All
- 2023 – Kid
- 2023 – Good Old Days